# Ngauranga
Ngauranga est une banlieue de la capitale de la Nouvelle-Zélande, Wellington, située dans la partie inférieure de l’île du Nord.

## Situation
Elle est localisée sur la rive ouest du mouillage de Wellington Harbour (en).
Elle s’étale dans le nord de la partie centrale de la cité.

## Toponymie
En langage Māori, son nom signifie la zone d’accostage ("the landing place"), et la prononciation initiale était "Ngā-Ūranga".
La gare de Ngauranga (en) était connue comme «Ngahauranga» quand elle fut ouverte en 1874.

## Population
Elle a une population peu importante et pour des besoins des statistiques, elle est divisée en ‘Ngauranga Est’ et ‘Ngauranga Ouest ’ par le service de Statistiques en Nouvelle-Zélande.
Lors du Recensement en Nouvelle-Zélande (en), ‘Ngauranga Ouest’ présentait une population de ‘zéro habitant’  alors que ‘Ngauranga Est’ avait une population de 39 habitants.
Ceci représentait une augmentation de  18,2 % ou 6 personnes depuis le précédent recensement en 1996 .

## Géographie
Le faible niveau de population est dû au caractère très accidenté du terrain au niveau de Ngauranga.
Il comprend les gorges de Ngauranga (en), à travers lesquelles passent la State Highway 1/S Hi 1 sur son trajet en sortant de Wellington en direction de la ville de Porirua et la côte ouest.
Vers l’est, la route State Highway 2 (en) court en sinuant entre les collines et le mouillage de Wellington harbour (en) sur son trajet allant de Wellington à la Vallée de Hutt, et derrière la région de Wairarapa.
Le long de la route ‘State Highway 2’ se trouve la portion de la branche de la vallée de Hutt (en) de la ligne de chemin de fer de la ligne de Wairarapa (en), qui comprend une gare au niveau de Ngauranga (en) dans la ville de Ngauranga, qui est desservie pas des trains de banlieue fréquents.
La ligne principale de l’île du nord (en) passe aussi travers la ville de Ngauranga , via 2 tunnels de la déviation de Tawa Flat (en), avec un pont franchissant les berges de la gorge de Ngauranga (en).
La petite quantité de terres agricoles inutilisables, situées dans le secteur de Ngauranga est avant tout occupée pour des activités commerciales et industrielles, bien qu’il y ait quelques maisons sur les collines dominant l’autoroute.